# Viertel
En viertel er et gammelt dansk rummål for vin, der er 8 potter og svarer til 7,73 liter.